# Medinilla (plante)
Genre
Synonymes
- Carionia Naudin in Ann. Sci. Nat., Bot., sér. 3, 15: 311 (1851)
- Cephalomedinilla Merr. in Philipp. J. Sci., C 5: 204 (1910)
- Dactyliota Blume in Mus. Bot. 1: 21 (1849)
- Diplogenea Lindl. in Quart. J. Sci. Lit. Arts 1828(2): 122 (1828)
- Erpetina Naudin in Ann. Sci. Nat., Bot., sér. 3, 15: 299 (1851)
- Hypenanthe Blume in Mus. Bot. 1: 21 (1849)
- Myrianthemum Gilg in H.G.A.Engler & K.A.E.Prantl, Nat. Pflanzenfam., Nachtr. 1: 266 (1897)
- Triplectrum D.Don ex Wight & Arn. in Prodr. Fl. Ind. Orient. 1: 324 (1834)

Medinilla est un genre de plantes à fleurs de la famille des Melastomataceae. Ce sont des arbustes ou des lianes originaires des régions tropicales de l' Ancien Monde.

## Liste d'espèces
Selon BioLib (29 octobre 2019) :
- Medinilla alternifolia Blume
- Medinilla arboricola F.C. How

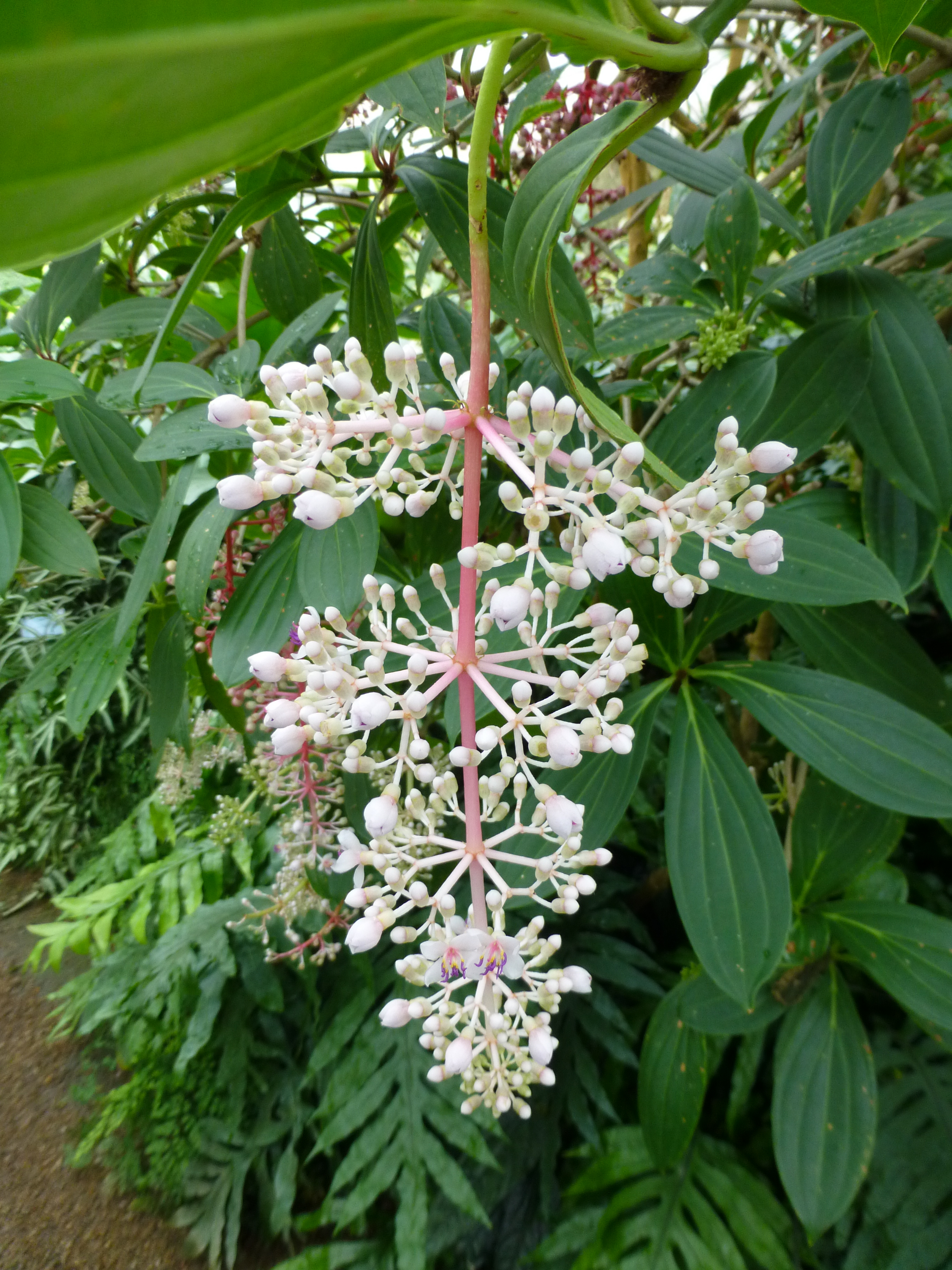
Medinilla cummingii, au Jardin botanique de la reine Sirikit, en Thaïlande.

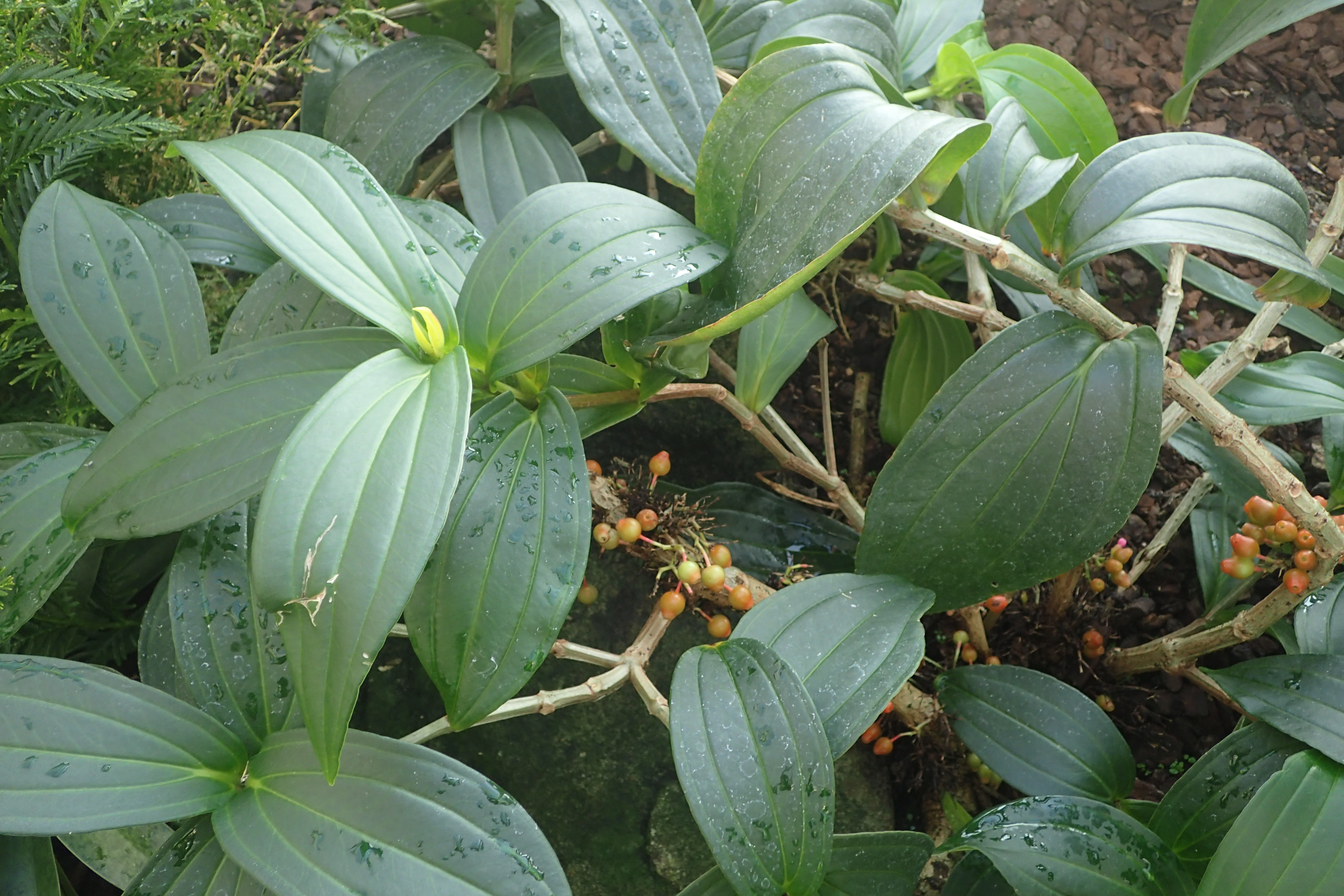
Médinille faux-loranthe Medinilla loranthoides, au Jardin botanique et musée botanique de Berlin-Dahlem, en Allemagne.

- Medinilla assamica (C.B. Clarke) C. Chen
- Medinilla balls-headleyi F. Muell.
- Medinilla beamanii J.C. Regalado
- Medinilla cordifolia Roxb.
- Medinilla cummingii Naud.
- Medinilla curtisii Hort. Veitch
- Medinilla fengii (S.Y. Hu) C.Y. Wu & C. Chen
- Medinilla formosana Hayata
- Medinilla hayatana H. Keng
- Medinilla heterophylla A. Gray
- Medinilla himalayana Hook. f. ex Triana
- Medinilla humbertiana H. Perrier
- Medinilla humblotii Cogn.
- Medinilla hypericifolia Blume
- Medinilla lanceata (M.P. Nayar) C. Chen
- Medinilla magnifica Lindl.
- Medinilla medinilliana (Gaudich.) Fosberg & Sachet
- Medinilla multiflora Merr.
- Medinilla nana S.Y. Hu
- Medinilla petelotii Merr.
- Medinilla ridleyi Merr.
- Medinilla rubicunda (Jack) Blume
- Medinilla rubrifrons Regalado
- Medinilla scortechinii King
- Medinilla sedifolia Jum. & H. Perrier
- Medinilla septentrionalis (W.W. Sm.) H.L. Li
- Medinilla sessiliflora Regalado
- Medinilla speciosa Blume
- Medinilla suberosa Regalado
- Medinilla venosa (Blume) Blume
- Medinilla verrucosa Blume
- Medinilla waterhousei Seem.

Selon Catalogue of Life (29 octobre 2019) :
- Medinilla acutialata Pocs & Khoi
- Medinilla acutissimifolia H. Perrier
- Medinilla aggregata Bak. fil.
- Medinilla alata E. G. Baker
- Medinilla albida Merr. & Perry
- Medinilla albiflora H. Perrier
- Medinilla allantocalyx J. C. Regalado
- Medinilla alpestris (Jack) Bl.
- Medinilla ambrensis Jumelle & Perrier
- Medinilla amplectens J. C. Regalado
- Medinilla amplexicaulis Bl.
- Medinilla amplifolia Merr.
- Medinilla anamalaiana Sasidh. & Sujanapal
- Medinilla andasibeensis Jumelle & Perrier
- Medinilla andrarongensis Jumelle & Perrier
- Medinilla angustifolia Jumelle & Perrier
- Medinilla angustoacuminata Bakh. fil.
- Medinilla anisophylla Merr.
- Medinilla ankaizinensis H. Perrier
- Medinilla annulata C. B. Robinson
- Medinilla annulifera Ohwi
- Medinilla anomala Cogn.
- Medinilla antonii Elmer
- Medinilla apayaoensis Merr.
- Medinilla apoensis C. B. Robinson
- Medinilla arboricola F. C. How
- Medinilla archboldiana A. C. Sm.
- Medinilla arfakensis E. G. Baker
- Medinilla arunachalica G. D. Pal
- Medinilla ascendens Jumelle & Perrier
- Medinilla astronioides Triana
- Medinilla atroviridis J. C. Regalado
- Medinilla aurantiiflora Elmer
- Medinilla auriculata Lauterb.
- Medinilla bakeriana Mansfield
- Medinilla balakrishnanii Jayanthi, Karthig., Sumathi & Diwakar
- Medinilla balls-headleyi F. Müll.
- Medinilla banahaensis Elmer
- Medinilla baronii Baker
- Medinilla basaltarum Jumelle & Perrier
- Medinilla beamanii J. C. Regalado
- Medinilla beddomei C. B. Cl.
- Medinilla benguetensis Elmer
- Medinilla bicolor Merr.
- Medinilla bigradata H. Perrier
- Medinilla binaria Elmer
- Medinilla bismarck-ramuensis W. Takeuchi
- Medinilla blumeana Mansf.
- Medinilla boemiensis Kanehira & Hatusima ex Ohwi
- Medinilla botryocarpa J. C. Regalado
- Medinilla brassii Markgraf
- Medinilla brevipes Merr.
- Medinilla buennemeyeri Bakh. fil.
- Medinilla cacuminum Jumelle & Perrier
- Medinilla calcicola Merr.
- Medinilla calcicrassa Jumelle & Perrier
- Medinilla calelanensis Elmer
- Medinilla calliantha Merr. & Perry
- Medinilla campanulata Jumelle & Perrier
- Medinilla capitata Merr.
- Medinilla cauliflora Hemsl.
- Medinilla celebica Bl.
- Medinilla cephalantha Merr. & Perry
- Medinilla cephalophora Merr.
- Medinilla ceramensis Bakh. fil.
- Medinilla chapelieri Cogn
- Medinilla chermezonii H. Perrier
- Medinilla clarkei King
- Medinilla clathrata Bodegom
- Medinilla clemensiana J. C. Regalado
- Medinilla clementis Merr.
- Medinilla coccinea E. G. Baker
- Medinilla compacta Bakh. fil.
- Medinilla compressicaulis Merr.
- Medinilla congesta Merr.
- Medinilla copelandii Merr.
- Medinilla corallina Cogn.
- Medinilla cordata Merr.
- Medinilla cordifolia Baker ex H. Perrier
- Medinilla coriacea Merr.
- Medinilla corneri J. C. Regalado
- Medinilla coronata J. C. Regalado
- Medinilla coursiana H. Perrier
- Medinilla crassata Elmer
- Medinilla crassifolia (Reinw. ex Bl.) Bl.
- Medinilla crassinervia Bl.
- Medinilla crassiuscula Ohwi
- Medinilla crispata (L.) Bl.
- Medinilla cucullata H. Perrier
- Medinilla cuernosensis Elmer
- Medinilla cumingii Naud.
- Medinilla cuneata (Thw.) K. Bremer & R. Lundin
- Medinilla curranii Merr.
- Medinilla curtisii Hook. fil.
- Medinilla cymosa Jumelle & Perrier
- Medinilla dallciana Fernando & Balete
- Medinilla dallmannensis Kanehira & Hatusima ex Ohwi
- Medinilla danumensis J. C. Regalado
- Medinilla decaryi H. Perrier
- Medinilla decora A. C. Sm.
- Medinilla dentata J. F. Veldkamp
- Medinilla disparifolia C. B. Robinson
- Medinilla divaricata Baker
- Medinilla diversifolia Kanehira
- Medinilla dolichophylla Merr.
- Medinilla driessenioides Bakh. fil.
- Medinilla elegans Elmer
- Medinilla endertii J. C. Regalado
- Medinilla engganensis Bakh. fil.
- Medinilla engleri Gilg
- Medinilla ericarum Jumelle & Perrier
- Medinilla ericoidea van Steenis
- Medinilla erythrotricha Elmer
- Medinilla exigua Merr. & Perry
- Medinilla eximia (Jack) Bl.
- Medinilla falcata H. Perrier
- Medinilla fasciculata Baker
- Medinilla fasciculiflora Ohwi
- Medinilla fengii (S. Y. Hu) C. Y. Wu & C. Chen
- Medinilla fenicis Merr.
- Medinilla ferruginea Merr.
- Medinilla ferruginescens Ohwi
- Medinilla flagellifera Jumelle & Perrier
- Medinilla forbesii E. G. Baker
- Medinilla formosana Hayata
- Medinilla fragilis J. C. Regalado
- Medinilla frodinii Bodegom
- Medinilla fuchsioides Gardn.
- Medinilla furfuracea Merr.
- Medinilla gibbifolia Ohwi
- Medinilla glandulosa Bodegom
- Medinilla glomerata Jumelle & Perrier
- Medinilla gracilis J. F. Veldkamp
- Medinilla grandifolia Bodegom
- Medinilla griffithii C. B. Cl.
- Medinilla halconensis Merr.
- Medinilla halogeton S. Moore
- Medinilla hayatana H. Keng
- Medinilla hellwigii Mansf.
- Medinilla heteromorphophylla Guillaum.
- Medinilla heterophylla A. Gray
- Medinilla hexamera E. G. Baker
- Medinilla himalayana Hook. fil. ex Triana
- Medinilla hollrungiana Mansf.
- Medinilla homoeandra (Stapf) Nayar
- Medinilla honbaensis Guillaum.
- Medinilla humbertiana H. Perrier
- Medinilla humblotii Cogn.
- Medinilla humilis Teijsm. & Binn.
- Medinilla hypericifolia (BI.) Bl.
- Medinilla ibityensis H. Perrier
- Medinilla inaequifolia C. B. Robinson
- Medinilla insignis Mansf.
- Medinilla interiaciens Bodegom
- Medinilla intermedia Bl.
- Medinilla ivohibeensis H. Perrier
- Medinilla kajewskii Merr. & Perry
- Medinilla kambikambi A. C. Sm.
- Medinilla kandavuensis A. C. Sm.
- Medinilla kanehirae Ohwi
- Medinilla kaniensis Mansf.
- Medinilla kinabaluensis J. C. Regalado
- Medinilla korinchensis Ridl.
- Medinilla lagunae Vidal
- Medinilla lanceata (Nayar) C. Chen
- Medinilla lanceolata Baker
- Medinilla lancifolia Merr. & Perry
- Medinilla lasioclados Stapf
- Medinilla lateralis Merr.
- Medinilla latericia J. C. Regalado
- Medinilla laurifolia (BI.) Bl.
- Medinilla lauterbachiana Mansf.
- Medinilla laxiflora Ridl.
- Medinilla ledermannii Mansf.
- Medinilla lemurum H. Perrier
- Medinilla lenticellata Bodegom
- Medinilla leptophylla Baker
- Medinilla leucantha Merr. & Perry
- Medinilla leytensis Merr.
- Medinilla linearifolia Baker
- Medinilla longicymosa L. S. Gibbs
- Medinilla longifila Jumelle & Perrier
- Medinilla longifolia Cogn.
- Medinilla longipedunculata Cogn.
- Medinilla lophoclada Baker
- Medinilla loranthoides Naud.
- Medinilla lordbergiana Mansf.
- Medinilla lorentziana Mansf.
- Medinilla luraluensis Merr. & Perry
- Medinilla macrophylla Bl.
- Medinilla macrophyma Jumelle & Perrier
- Medinilla maculata Gardn.
- Medinilla magnifica Lindl.
- Medinilla maidenii F. Müll.
- Medinilla malabarica Bedd.
- Medinilla malaboensis Bak. fil.
- Medinilla malindangensis Merr.
- Medinilla maluensis Mansf.
- Medinilla mandrakensis H. Perrier
- Medinilla mannii Hook. fil.
- Medinilla mansfeldii Bakh. fil.
- Medinilla markgrafii Merr. & Perry
- Medinilla masoalensis Jumelle & Ferrier
- Medinilla matitanensis Jumelle & Perrier
- Medinilla matthewii Ridl.
- Medinilla mearnsii Merr.
- Medinilla medinilliana
- Medinilla megacalyx Merr.
- Medinilla membranacea Merr.
- Medinilla merguiensis C. B. Cl.
- Medinilla merrittii Merr.
- Medinilla micrantha Jum. & Perrier
- Medinilla micranthera H. Perrier
- Medinilla microcephala J. C. Regalado
- Medinilla minahassae Koord.
- Medinilla mindorensis Merr.
- Medinilla miniata Merr.
- Medinilla minutibracteata Bodegom
- Medinilla minutifolia Bodegom
- Medinilla mirabile (Gilg) H. Jacques-Felix
- Medinilla montana Cogn.
- Medinilla montisaping J. C. Regalado
- Medinilla mortoniii Hemsl.
- Medinilla mucronata Koord. ex Bakh. fil.
- Medinilla multialata Quisumb. & Merr.
- Medinilla multibracteata Bodegom
- Medinilla multiflora Merr.
- Medinilla multinervia Merr.
- Medinilla muricata Bl.
- Medinilla musofo K. Schum. & Lauterb.
- Medinilla myrtiformis (Naud.) Triana
- Medinilla nana S. Y. Hu
- Medinilla napiformis Bakh. fil.
- Medinilla neglecta Nayar
- Medinilla neoebudica Guillaum.
- Medinilla nervulosa E. G. Baker
- Medinilla nidularis Markgraf
- Medinilla nodosa Fosberg
- Medinilla novoguineensis E. G. Baker
- Medinilla oblanceolata Merr.
- Medinilla oblongifolia Cogn.
- Medinilla obovata Merr.
- Medinilla obreensis Mansf.
- Medinilla occidentalis Naud.
- Medinilla ovalifolia (A. Gray) A. C. Sm.
- Medinilla ovalis Merr.
- Medinilla ovata Jumelle & Perrier
- Medinilla pachygona C. B. Robinzon
- Medinilla pachyphylla Jum. & Perrier
- Medinilla palawanensis J. C. Regalado
- Medinilla panayensis Merr.
- Medinilla paniculata Mansf.
- Medinilla papillosa Baker
- Medinilla papuana Scheff.
- Medinilla papulosa Ohwi
- Medinilla parva Merr.
- Medinilla parvibractea Merr.
- Medinilla parvifolia Baker
- Medinilla patens Ridl.
- Medinilla pauciflora Hook. fil. ex Triana
- Medinilla pedunculosa Ohwi ex J. C. Regalado
- Medinilla peekelii Mansf.
- Medinilla pellita Veldkamp & Karton.
- Medinilla peltata Merr.
- Medinilla pendens Jum. & Perrier
- Medinilla pendula Merr.
- Medinilla perrieri Veldkamp & Karton.
- Medinilla petelotii Merr.
- Medinilla pinnatinervia Merr.
- Medinilla plumosa Mansfield
- Medinilla polillensis C. B. Robinson
- Medinilla porphyrandra Ridl.
- Medinilla prostrata Jum. & Perrier
- Medinilla pterocaula Bl.
- Medinilla pubiflora Merr. & Perry
- Medinilla pulleana Mansf.
- Medinilla punicea Bodegom
- Medinilla purpurea Elmer ex Merr.
- Medinilla pycnantha Quisumb. & Merr.
- Medinilla quadrangularis Jumelle & Perrier
- Medinilla quadrialata Ohwi ex J. C. Regalado
- Medinilla quadrifolia (Bl.) Bl.
- Medinilla quartzitarum Jumelle & Perrier
- Medinilla quintuplinervis Cogn.
- Medinilla racemosa H. St. John
- Medinilla radicans (BI.) Bl.
- Medinilla radiciflora Quisumb. & Merr.
- Medinilla ramiflora Merr.
- Medinilla rhodochlaena A. Gray
- Medinilla rhodorhachis E. G. Baker
- Medinilla richardsii J. C. Regalado
- Medinilla ridleyi Merr.
- Medinilla robinsonii Elmer
- Medinilla robusticaulis Bakh. fil.
- Medinilla rotundiflora H. Perrier
- Medinilla rubella H. Perrier
- Medinilla rubescens Merr. & Perry
- Medinilla rubicunda (Jack) Bl.
- Medinilla rubiginosa Cogn.
- Medinilla rubrifolia Mansf.
- Medinilla rubrifrons J. C. Regalado
- Medinilla rubrifructus Ohwi
- Medinilla rubrinervia Jumelle & Perrier ex Cordemoy
- Medinilla rubrovenia E. G. Baker
- Medinilla rufescens J. C. Regalado
- Medinilla rufopilosa Ohwi ex J. C. Regalado
- Medinilla sahyadrica Sujanapal & Sasidh.
- Medinilla salicina Ohwi ex J. C. Regalado
- Medinilla samoensis (Hochr.) Christoph.
- Medinilla sapoi-riverensis W. Takeuchi
- Medinilla sarcorhiza (Baill.) Cogn.
- Medinilla schlechteri Mansf.
- Medinilla schraderbergensis Mansf.
- Medinilla schumanniana Mansf.
- Medinilla scortechinii King
- Medinilla sedifolia Jumelle & Perrier
- Medinilla selangorensis J. F. Maxwell
- Medinilla sessiliflora J. C. Regalado
- Medinilla sessilifolia Merr.
- Medinilla sessilis Merr. & Perry
- Medinilla setiflora Bodegom
- Medinilla setigera (Bl.) Miq.
- Medinilla sogeriensis E. G. Baker
- Medinilla speciosa (Reinw. ex Bl.) Bl.
- Medinilla spectabilis A. C. Sm.
- Medinilla sphaerocarpa Hochr.
- Medinilla squillula Veldkamp
- Medinilla stenobotrys Merr.
- Medinilla stephanostegia Stapf
- Medinilla subalata E. G. Baker
- Medinilla subauriculata J. C. Regalado
- Medinilla subcordata Cogn.
- Medinilla suberosa J. C. Regalado
- Medinilla subviridis A. C. Sm.
- Medinilla succulenta (BI.) Bl.
- Medinilla sulcata Quisumb. & Merr.
- Medinilla surigaoensis J. C. Regalado
- Medinilla tapete-magicum Cámara-Leret & Veldkamp
- Medinilla tayabensis Merr.
- Medinilla tenuicaulis Ridl.
- Medinilla tenuipedicellata E. G. Baker
- Medinilla tenuipes Merr.
- Medinilla ternatensis Miq.
- Medinilla ternifolia Triana
- Medinilla tetragona Cogn.
- Medinilla tetraptera Ohwi
- Medinilla teysmanni Miq.
- Medinilla torrentum Jumelle & Perrier
- Medinilla torricellensis Mansf.
- Medinilla triangularis Jumelle & Perrier
- Medinilla trinervia Cogn.
- Medinilla triochiton Bodegom
- Medinilla triplinervia Cogn.
- Medinilla tsinjoarivensis H. Perrier
- Medinilla tuberosa Jumelle & Perrier ex Cordemoy
- Medinilla tulagiensis Merr. & Perry
- Medinilla umbellata Merr.
- Medinilla umbrina Elmer
- Medinilla uncidens Jumelle & Perrier
- Medinilla uninervis Veldkamp
- Medinilla urophylla Stapf
- Medinilla vagans Merr. & Perry
- Medinilla vanraaltii Boerlage & Koorders
- Medinilla varingoidea Bakh. fil.
- Medinilla venosa (Bl.) Bl.
- Medinilla venusta King
- Medinilla verrucosa (BI.) Bl.
- Medinilla versteegii Mansf.
- Medinilla viguieri H. Perrier & H. Perrier
- Medinilla viscoides Triana
- Medinilla vohipararensis Jumelle & Perrier
- Medinilla warica Mansf.
- Medinilla waterhousei Seem.
- Medinilla whitfordii Merr.
- Medinilla zoster Veldkamp

Selon The Plant List (29 octobre 2019) :
- Medinilla acutissimifolia H. Perrier
- Medinilla albiflora H. Perrier
- Medinilla ambrensis Jum. & H. Perrier
- Medinilla andasibeensis Jum. & H. Perrier
- Medinilla andrarongensis Jum. & H. Perrier
- Medinilla angustifolia Jum. & H. Perrier
- Medinilla ankaizinensis H. Perrier
- Medinilla arboricola F.C. How
- Medinilla ascendens Jum. & H. Perrier
- Medinilla assamica (C.B. Clarke) C. Chen
- Medinilla baronii Baker
- Medinilla basaltarum Jum. & H. Perrier
- Medinilla bigradata H. Perrier
- Medinilla cacuminum Jum. & H. Perrier
- Medinilla calcicrassa Jum. & H. Perrier
- Medinilla campanulata Jum. & H. Perrier
- Medinilla chapelieri Cogn.
- Medinilla chermezonii H. Perrier
- Medinilla cordifolia Baker ex H. Perrier
- Medinilla coursiana H. Perrier
- Medinilla cucullata H. Perrier
- Medinilla cymosa Jum. & H. Perrier
- Medinilla decaryi H. Perrier
- Medinilla divaricata Baker
- Medinilla engleri Gilg
- Medinilla ericarum Jum. & H. Perrier
- Medinilla falcata H. Perrier
- Medinilla fasciculata Baker
- Medinilla fengii (S.Y. Hu) C.Y. Wu & C. Chen
- Medinilla flagellifera Jum. & H. Perrier
- Medinilla formosana Hayata
- Medinilla glomerata Jum. & H. Perrier
- Medinilla hayatana H. Keng
- Medinilla himalayana Hook. f. ex Triana
- Medinilla humbertiana H. Perrier
- Medinilla humblotii Cogn.
- Medinilla ibityensis H. Perrier
- Medinilla intermedia H. Perrier
- Medinilla ivohibeensis H. Perrier
- Medinilla lanceata (M.P. Nayar) C. Chen
- Medinilla lanceolata Baker
- Medinilla lemurum H. Perrier
- Medinilla leptophylla Baker
- Medinilla linearifolia Baker
- Medinilla longifolia Jum. & H. Perrier
- Medinilla lophoclada Baker
- Medinilla macrophyma Jum. & H. Perrier
- Medinilla magnifica Lindl.
- Medinilla mandrakensis H. Perrier
- Medinilla mannii Hook. f.
- Medinilla masoalensis Jum. & H. Perrier
- Medinilla matitanensis Jum. & H. Perrier
- Medinilla micrantha Jum. & H. Perrier
- Medinilla micranthera Jum. & H. Perrier
- Medinilla mirabilis (Gilg) Jacq.-Fél.
- Medinilla nana S.Y. Hu
- Medinilla oblongifolia Cogn.
- Medinilla occidentalis Naudin
- Medinilla ovata Jum. & H. Perrier
- Medinilla pachyphylla Jum. & H. Perrier
- Medinilla papillosa Baker
- Medinilla parvifolia Baker
- Medinilla pendens Jum. & H. Perrier
- Medinilla petelotii Merr.
- Medinilla prostrata Jum. & H. Perrier
- Medinilla quadrangularis Jum. & H. Perrier
- Medinilla quartzitarum Jum. & H. Perrier
- Medinilla rotundiflora H. Perrier
- Medinilla rubella H. Perrier
- Medinilla rubicunda (Jack) Blume
- Medinilla rubrinervia Jum. & H. Perrier
- Medinilla sarcorhiza (Baill.) Cogn.
- Medinilla sedifolia Jum. & H. Perrier
- Medinilla septentrionalis (W.W. Sm.) H.L. Li
- Medinilla sphaerocarpa Hochr.
- Medinilla subcordata Cogn.
- Medinilla tetragona Cogn.
- Medinilla torrentum Jum. & H. Perrier
- Medinilla triangularis Jum. & H. Perrier
- Medinilla tsinjoarivensis H. Perrier
- Medinilla tuberosa Jum. & H. Perrier
- Medinilla uncidens Jum. & H. Perrier
- Medinilla viguieri H. Perrier
- Medinilla viscoides (Lindl.) Triana
- Medinilla vohipararensis Jum. & H. Perrier

Selon Tropicos (29 octobre 2019) (Attention liste brute contenant possiblement des synonymes) :
- Medinilla acutissimifolia H. Perrier
- Medinilla africana Cogn.
- Medinilla afromontana Lebrun & Taton
- Medinilla albida Merr. & L.M. Perry
- Medinilla albiflora H. Perrier
- Medinilla alternifolia Blume
- Medinilla ambrensis Jum. & H. Perrier
- Medinilla amplectens Regalado
- Medinilla amplexicaulis Blume
- Medinilla amplifolia Merr.
- Medinilla anamalaiana Sasidh. & Sujanapal
- Medinilla andasibeensis Jum. & H. Perrier
- Medinilla andrarongensis Jum. & H. Perrier
- Medinilla angustifolia Jum. & H. Perrier
- Medinilla anisophylla Merr. & L.M. Perry
- Medinilla ankaizinensis H. Perrier
- Medinilla antonii Elmer
- Medinilla arboricola F.C. How
- Medinilla arunachalica G.D. Pal
- Medinilla ascendens Jum. & H. Perrier
- Medinilla assamica (C.B. Clarke) C. Chen
- Medinilla astronioides Triana
- Medinilla attenuata Elmer
- Medinilla aurantiflora Elmer
- Medinilla bagobo Elmer
- Medinilla bakeri Elmer
- Medinilla bakhuizenii M.P. Nayar
- Medinilla balakrishnanii Jayanthi, Karthig., Sumathi & Diwakar
- Medinilla banahaensis Elmer
- Medinilla baronii Baker
- Medinilla basaltarum Jum. & H. Perrier
- Medinilla beddomei C.B. Clarke
- Medinilla benguetensis Elmer
- Medinilla bigradata H. Perrier
- Medinilla binaria Elmer
- Medinilla bracteata Blume
- Medinilla bulusanensis Elmer
- Medinilla burebidensis Elmer
- Medinilla cacuminum Jum. & H. Perrier
- Medinilla caerulescens Guillaumin
- Medinilla calcicrassa Jum. & H. Perrier
- Medinilla calelanensis Elmer
- Medinilla calliantha Merr. & L.M. Perry
- Medinilla campanulata Jum. & H. Perrier
- Medinilla capillipes Regalado
- Medinilla caudatifolia O. Schwartz
- Medinilla cephalantha Merr. & L.M. Perry
- Medinilla chapelieri Cogn.
- Medinilla chermezonii H. Perrier
- Medinilla confluentinervia Elmer
- Medinilla copelandii Merr.
- Medinilla cordata Merr.
- Medinilla cordatifolia Elmer
- Medinilla cordifera Jum. & H. Perrier
- Medinilla cordifolia Baker ex H. Perrier
- Medinilla coriacea Merr.
- Medinilla coronata Regalado
- Medinilla coursiana H. Perrier
- Medinilla crassifolia Blume
- Medinilla cucullata H. Perrier
- Medinilla cuernosensis Elmer
- Medinilla cummingii Naudin
- Medinilla curtiflora Elmer
- Medinilla curtisii Hook. f.
- Medinilla cuspidata Blume
- Medinilla cymosa Jum. & H. Perrier
- Medinilla decaryi H. Perrier
- Medinilla divaricata Baker
- Medinilla elegans Elmer
- Medinilla elmeri Merr.
- Medinilla elongata Cogn.
- Medinilla emarginata Craib
- Medinilla engleri Gilg
- Medinilla entii E. Hossain
- Medinilla ericarum Jum. & H. Perrier
- Medinilla erythrophylla Wall. ex Lindl.
- Medinilla erythrotricha Elmer
- Medinilla exigua Merr. & L.M. Perry
- Medinilla falcata H. Perrier
- Medinilla fasciculata Baker
- Medinilla fengii (S.Y. Hu) C.Y. Wu & C. Chen
- Medinilla flagellifera Jum. & H. Perrier
- Medinilla formosana Hayata
- Medinilla fuchsioides Gard.
- Medinilla fuligineoglandulifera C. Chen
- Medinilla gitingensis Elmer
- Medinilla glomerata Jum. & H. Perrier
- Medinilla hainanensis Merr. & Chun
- Medinilla hasseltii Blume
- Medinilla hayatana H. Keng
- Medinilla heteranthera King
- Medinilla heteromorphophylla Guillaumin
- Medinilla heterophylla A. Gray
- Medinilla himalayana Hook. f. ex Triana
- Medinilla honbaensis Guillaumin
- Medinilla humbertiana H. Perrier
- Medinilla humblotii Cogn.
- Medinilla ibityensis H. Perrier
- Medinilla inaequalis Miq.
- Medinilla intermedia Blume
- Medinilla involucrata Merr.
- Medinilla ivohibeensis H. Perrier
- Medinilla kajewskii Merr. & L.M. Perry
- Medinilla kawakamii Hayata
- Medinilla korthalsii Blume
- Medinilla lagunae S. Vidal & Fern.-Vill.
- Medinilla lanceata (M.P. Nayar) C. Chen
- Medinilla lanceolata Baker
- Medinilla lancifolia Merr. & L.M. Perry
- Medinilla lemurum H. Perrier
- Medinilla leptophylla Baker
- Medinilla leucantha Merr. & L.M. Perry
- Medinilla linearifolia Baker
- Medinilla longifolia Jum. & H. Perrier
- Medinilla longistylis Mansf.
- Medinilla lophoclada Baker
- Medinilla loranthoides Naudin
- Medinilla lorentziana Mansf.
- Medinilla luchuenensis C.Y. Wu & C. Chen
- Medinilla luraluensis Merr. & L.M. Perry
- Medinilla macrophyma Jum. & H. Perrier
- Medinilla macropoda Jum. & H. Perrier
- Medinilla magnifica Lindl.
- Medinilla malabarica Bedd.
- Medinilla malindangensis Merr.
- Medinilla mandrakensis H. Perrier
- Medinilla mannii Hook. f.
- Medinilla mansfeldiana Merr. & L.M. Perry
- Medinilla markgrafi Merr. & L.M. Perry
- Medinilla masoalensis Jum. & H. Perrier
- Medinilla matitanensis Jum. & H. Perrier
- Medinilla megacalyx Merr.
- Medinilla merrillii Elmer
- Medinilla micrantha Jum. & H. Perrier
- Medinilla micranthera H. Perrier
- Medinilla microcephala Regalado
- Medinilla mindanaensis Merr.
- Medinilla miniata Merr.
- Medinilla mirabilis (Gilg) Jacq.-Fél.
- Medinilla mocquerysii H. Perrier
- Medinilla multiflora Merr.
- Medinilla myriantha Merr.
- Medinilla myrtiformis (Naudin) Triana
- Medinilla nana S.Y. Hu
- Medinilla negrito Elmer
- Medinilla nervosa Cogn.
- Medinilla nidularis Markgr.
- Medinilla oblongifolia Cogn.
- Medinilla occidentalis Naudin
- Medinilla ohwii M.P. Nayar
- Medinilla ovata Jum. & H. Perrier
- Medinilla pachyphylla Elmer
- Medinilla palawanensis Regalado
- Medinilla papillosa Baker
- Medinilla parvifolia Baker
- Medinilla pellita Veldkamp & Karton.
- Medinilla pendens Jum. & H. Perrier
- Medinilla pendula Merr.
- Medinilla peninsula Elmer
- Medinilla permicrophylla Elmer
- Medinilla perrieri Veldkamp & Karton.
- Medinilla petelotii Merr.
- Medinilla piperoides Elmer
- Medinilla prostrata Jum. & H. Perrier
- Medinilla pterocaula Blume
- Medinilla pubiflora Merr. & L.M. Perry
- Medinilla pumilis Elmer
- Medinilla quadrangularis Jum. & H. Perrier
- Medinilla quartzitarum Jum. & H. Perrier
- Medinilla radicans Bedd.
- Medinilla radiciflora C.Y. Wu ex C. Chen
- Medinilla ramiflora Merr.
- Medinilla robinsonii Elmer
- Medinilla rotundiflora H. Perrier
- Medinilla rotundifolia Elmer
- Medinilla rubella H. Perrier
- Medinilla rubescens Merr. & L.M. Perry
- Medinilla rubicunda (Jack) Blume
- Medinilla rubrinervia Jum. & H. Perrier
- Medinilla rubripes Jum. & H. Perrier
- Medinilla sahyadrica Sujanapal & Sasidh.
- Medinilla sarcorhiza (Baill.) Cogn.
- Medinilla scortechinii King
- Medinilla sedifolia Jum. & H. Perrier
- Medinilla septentrionalis (W.W. Sm.) H.L. Li
- Medinilla serpens Stapf
- Medinilla sessilis Merr. & L.M. Perry
- Medinilla sphaerocarpa Hochr.
- Medinilla spirei Guillaumin
- Medinilla squillula Veldkamp
- Medinilla subcordata Cogn.
- Medinilla subdolichophylla Elmer
- Medinilla subviridis A.C. Sm.
- Medinilla succulenta Korth. ex Blume
- Medinilla surigaoensis Regalado
- Medinilla taiwaniana Y.P. Yang & H.Y. Liu
- Medinilla tawaensis Merr.
- Medinilla ternifolia Triana
- Medinilla tetragona Cogn.
- Medinilla torrentum Jum. & H. Perrier
- Medinilla triangularis Jum. & H. Perrier
- Medinilla tsaii H.L. Li
- Medinilla tsinjoarivensis H. Perrier
- Medinilla tuberosa Jum. & H. Perrier
- Medinilla tulagiensis Merr. & L.M. Perry
- Medinilla umbrina Elmer
- Medinilla uncidens Jum. & H. Perrier
- Medinilla uninervis Veldkamp
- Medinilla vagans Merr. & L.M. Perry
- Medinilla varingiifolia (Blume) B.K. Nayar
- Medinilla versicolor Elmer
- Medinilla verticillata Merr.
- Medinilla viguieri H. Perrier
- Medinilla violacea Jum. & H. Perrier
- Medinilla viscoides (Lindl.) Triana
- Medinilla vohipararensis Jum. & H. Perrier
- Medinilla walkeri Wight
- Medinilla wenzelii Merr.
- Medinilla whitfordii Merr.
- Medinilla yunnanensis H.L. Li
- Medinilla zoster Veldkamp